# 瓦连京·安德烈耶维奇·特里福诺夫
瓦连京·安德烈耶维奇·特里福诺夫（俄语：Валенти́н Андре́евич Три́фонов；1888年8月27日（9月8日）—1938年3月15日），苏联军事领导人，曾任苏联最高法院军事审判庭审判长，1925年被派往中国任驻华武官亚历山大·伊里奇·叶戈罗夫助理。1926年在中国革命问题上与安德烈·谢尔盖耶维奇·布勃诺夫、列夫·米哈伊洛维奇·加拉罕产生分歧，之后被召回莫斯科。1938年被捕遭到枪杀。1955年平反。